# Novosilți, Krasnohvardiiske
Novosilți (în ucraineană Новосільці) este un sat în comuna Voshod din raionul Krasnohvardiiske, Republica Autonomă Crimeea, Ucraina.

## Demografie
Componența lingvistică a localității Novosilți
     Rusă (75,22%)
     Tătară crimeeană (13,27%)
     Ucraineană (7,3%)
     Belarusă (1,77%)
Conform recensământului din 2001, majoritatea populației localității Novosilți era vorbitoare de rusă (75,22%), existând în minoritate și vorbitori de tătară crimeeană (13,27%), ucraineană (7,3%) și belarusă (1,77%).